# 로나 (가수)
마리조세 판데르 콜크(Marie-José van der Kolk, 1975년 9월 16일 ~ )는 로나(Loona)라는 이름으로 잘 알려진 네덜란드의 가수이다.